# Costa do Marfim nos Jogos Olímpicos de Verão de 2016
Costa do Marfim participou dos Jogos Olímpicos de Verão de 2016, que foram realizados na cidade do Rio de Janeiro, no Brasil, de 5 de agosto até 21 de agosto de 2016.
O atleta Cheick Sallah Junior Cisse conquistou a medalha de ouro no Taekwondo até 80kg na Arena Carioca 3, derrotando o britânico Lutalo Muhammad.
A atleta Ruth Marie Christelle Gbagbi ganhou a medalha de bronze na disputa do Taekwondo até 67kg feminino no dia 20 de agosto de 2016, vencendo por 7x1 Farida Azizova, atleta do Azerbaijão.